# Eddie (groupe)
Pour les articles homonymes, voir Eddie.
Eddie est un groupe brésilien de rock 'n' roll, originaire d'Olinda, au Pernambouc.

## Histoire
Le groupe est formé en 1989 à Olinda, Pernambouc, et composé de Fábio Trummer, Alexandre Urêa, Andret Oliveira, Rob Meira et Kiko Meira.
Il est connu pour mêler des genres musicaux brésiliens tels que le frevo et la samba avec des rythmes internationaux tels que le rock, le reggae et la musique électronique. Il est considéré comme l'un des principaux groupes responsables du renouveau du frevo, un rythme musical apparu à la fin du XIXe siècle et déclaré patrimoine culturel immatériel par l'UNESCO.

## Discographie
- 1998 : Sonic Mambo
- 2002 : Original Olinda Style
- 2006 : Metropolitano
- 2008 : Carnaval do Inferno
- 2011 : Veraneio
- 2014 : 25 Anos ¡1989.2014!
- 2015 : Morte e Vida[4],[5]
- 2018 : Mundo Engano
- 2020 : Atiça